# Xaniona rubrasvulva
Xaniona rubrasvulva är en insektsart som först beskrevs av Henry Fairfield Osborn 1898.  Xaniona rubrasvulva ingår i släktet Xaniona och familjen dvärgstritar.
Artens utbredningsområde är Iowa. Utöver nominatformen finns också underarten X. r. bifasciata.